# Ursa (DC Comics)
Ursa è un personaggio dei fumetti DC Comics, nemica giurata di Superman ed amante del Generale Zod utilizzata anche da Mario Puzo nelle sceneggiature dei film Superman e Superman II.

## Storia
Un tempo tenente dell'esercito del pianeta Krypton, Ursa è stata condannata all'esilio nella Zona Fantasma per eresia, omicidio e tradimento.
Cova un forte risentimento per tutta l'umanità tranne che per l'unico uomo che abbia mai amato, il Generale Zod.

## Poteri e abilità
Come kryptoniana, Ursa trae le sue abilità sovrumane dal sole giallo del sistema solare terrestre. Le sue abilità di base sono alti livelli di forza sovrumana, velocità sovrumana e resistenza sovrumana sufficienti a piegare l'acciaio nelle sue mani nude, sopraffare una locomotiva, superare un proiettile sparato e saltare sopra un edificio alto in un unico limite e anche i sensi intensi dell'udito e vista (compresa la visione a raggi X), invulnerabilità, guarigione accelerata, longevità, vista calorifera, un potente respiro gelido, e capacità di volare.
Simile ad altri fuggiaschi della Zona Fantasma, Ursa in genere non sperimenta mai la piena misura delle sue abilità, dato che non ha mai avuto abbastanza tempo per assorbire e metabolizzare l'energia solare gialla del sole della Terra prima che venga sconfitta e scaraventata nella Zona. Come tale, Ursa potrebbe rivelarsi più potente persino di Supergirl e possibilmente di Wonder Woman, anche perché è una donna kryptoniana completamente matura mentre Supergirl (Kara Zor-El) è una ragazza kryptoniana e Wonder Woman è un'Amazzone. La sua piena forza l'avrebbe anche resa una minaccia sufficiente per Superman a causa delle sue abilità in combattimento.
Oltre alla sua forza sovrumana e alle sue abilità di combattimento corpo a corpo, Ursa è una spietata assassina che fa qualsiasi cosa immorale per raggiungere i suoi scopi. È ferocemente leale con il generale Zod ed è disposta a combattere e morire per la sua lealtà. Ursa è anche fortemente misandrica, e infatti han un estremo odio sociopatico nei confronti dei maschi con l'unica apparente eccezione del generale Zod e delle sue corti della Zona Fantasma.
Come tutti i kryptoniani, Ursa è vulnerabile alla kryptonite e alla radiazione solare rossa. La sua invulnerabilità virtuale non fornisce protezione dal controllo mentale o dalla magia e può essere sopraffatta e farle subire lesioni gravi e persino fatali con una forza significativa come quella di diverse esplosioni o attacchi atomici da parte di un avversario con forza e durata superiori come Doomsday. La sua forza sovrumana è inferiore a quella di Doomsday e la sua velocità sovrumana è inferiore a quella di Flash. La sua forza sovrumana è limitata a causa dei suoi limiti naturali anche mentre si trova nella luce potenziante del Sole.

## Altri media
- Nei film Superman (1978) e Superman II (1980) il personaggio è interpretato da Sarah Douglas. Qui però non si fa riferimento al grado ricoperto da Ursa, non si sa nemmeno se appartenga all'esercito kryptoniano. Di lei si sa solamente che l'unico sentimento che ha provato è stata la passione per il Generale Zod e che ha sempre desiderato comandare al suo fianco.
- Un personaggio molto simile di nome Mala è apparso in tre episodi di Superman The Animated Series. Apparentemente basata sia su Ursa che su Faora, è stata inizialmente doppiata da Leslie Easterbrook e poi da Sarah Douglas nella sua seconda e ultima apparizione nella serie.
- Nel film L'uomo d'acciaio (2013) il ruolo del personaggio di Faora (che origina dai fumetti) si rifà effettivamente ad Ursa in quanto vicecomandante di Zod, e ne è la controparte nel DC Extended Universe.